# Кёк Усн
Кёк Усн (калм. Көк Усн) — посёлок в Черноземельском районе Калмыкии. Входит в состав Кумского сельского муниципального образования.

## Этимология
Название посёлка калм. Көк Усн можно перевести как «синие воды» (калм. көк — синий, голубой, зелёный; калм. усн — вода)

## География
Посёлок находится на расстоянии 10 км к югу от посёлка Комсомольский, административного центра района, и 195 км к юго-востоку от города Элиста, столицы республики.

## История
Впервые обозначен на карте 1943 года под названием Новый Быт. На топографической карте 1984 года обозначен как посёлок Кёк Усн. Дата переименования не установлена. К 1989 году население посёлка составило порядка 180 жителей.

## Население
| 2002 | 2010 | 2012 |
| ---- | ---- | ---- |
| 32   | ↗40  | ↘12  |

### Национальный состав
Согласно результатам переписи 2002 года, в национальной структуре населения даргинцы составляли 40 % из 32 чел., аварцы — 30 %.